# Plaxes
Plaxes är ett släkte av skalbaggar. Plaxes ingår i familjen vivlar.
Kladogram enligt Catalogue of Life:
| Plaxes | \| \| Plaxes dispar \| \| \| \| \| \| Plaxes impar \| \| \| \| |
|        | \| \| Plaxes dispar \| \| \| \| \| \| Plaxes impar \| \| \| \| |
|        | Plaxes dispar                                                  |
|        |                                                                |
|        | Plaxes impar                                                   |
|        |                                                                |